# Tenors Head-On
| Recensione | Giudizio |
| ---------- | -------- |
| AllMusic   | [ 2 ]    |

Tenors Head-On è un album discografico a nome di Bill Perkins e Richie Kamuca, pubblicato dalla casa discografica Liberty Records nell'agosto del 1957.

## Tracce

### LP
Lato A
1. Cotton Tail – 4:27 (Duke Ellington)
2. I Want a Girl – 5:56 (Murray Mencher, Billy Moll)
3. Blues for Two – 4:26 (Keith Mitchell)
4. Indian Summer – 4:36 (Victor Herbert)

Lato B
1. Don't Be That Way – 5:05 (Mitchell Parish, Benny Goodman, Edgar Sampson)
2. Oh! Look at Me Now – 5:55 (John DeVries, Joe Bushkin)
3. Spain – 4:58 (Isham Jones, Gus Kahn)
4. Pick a Dilly – 5:00 (Al Cohn)

- Il brano Cotton Tail, la cui paternità è generalmente assegnata a Duke Ellington sul retrocopertina (e nelle note su vinile) dell'album originale viene attribuita a Harry Brewer.
- Il brano I Want a Girl nelle note dell'album originale è attribuito a W. S. Stevenson
- Il brano Indian Summer nelle note dell'album originale è attribuito a B. Gregory

## Musicisti
- Bill Perkins - sassofono tenore
- Richie Kamuca - sassofono tenore
- Pete Jolly - piano
- Red Mitchell - contrabbasso
- Stan Levey - batteria

Note aggiuntive
- Howard Rumsey - produttore
- Registrazioni effettuate nel luglio 1956 a Los Angeles, California (Stati Uniti)
- Val Valentin - ingegnere delle registrazioni
- Alex De Paolo - foto copertina album originale
- Howard Rumsey - note retrocopertina album originale[3]